# Batalló del Terrible
El Batalló del Terrible (nom que prové del de la localitat de Pueblonuevo del Terrible) va ser el primer batalló format a la província de Còrdova (Andalusia) per voluntaris per defensar la legalitat de la República després del cop d'estat de juliol de 1936 que va donar inici a la Guerra Civil espanyola.
Aquest batalló sorgí a partir del gran potencial obrer de la conca minera de Peñarroya-Pueblonuevo, compost en la seva majoria per militants socialistes i més minoritaris els comunistes. El dirigí el capità de la Guàrdia Civil Jesús García del Amo, i com a dirigent polític el diputat a Corts, Eduardo Blanco Fernández.
La primera acció de lluita del batalló va ser l'atac a la ja ocupada localitat de Hinojosa del Duque, el 27 de juliol de 1936, no aconseguint els seus objectius. Va tenir aquest batalló l'ocasió d'haver pogut llançar-se sobre Còrdova capital en els primers dies de l'aixecament militar, ja que el coronel rebel Ciriaco Cascajo amb prou feines comptava amb forces de l'exèrcit per defensar la ciutat. No obstant això van prendre posicions a 18 quilòmetres de la capital, en Cerro Muriano. Amb el també recentment creat Batalló Bautista Garcet es van posicionar sobre la serra que envolta Còrdova amb l'ordre d'atacar la ciutat el 20 d'agost de 1936. Frustrada aquesta operació per una mala previsió operativa o indecisió del general José Miaja, el Batalló va establir la seva caserna general a Villaviciosa de Córdoba, quedant totes les tropes del lloc sota el comandament del capità José Verdú.
La seva següent operació va ser la defensa de Villaviciosa fins que no va tenir més remei que abandonar la localitat el 9 d'octubre de 1936. Disponibles les seves tropes, va estar també en la defensa de Peñarroya assetjada per les tropes rebels. Els intents de resistència per part de les milícies van ser infructuosos, quedant el Batalló gairebé desfet i patint nombroses baixes. En aquest moment i circumstància el capità García del Amo va desertar amb 107 guàrdies civils, lliurant-se a les tropes revoltades. El Batalló miner en la seva retirada desorganitzada cap a Pozoblanco va intentar reorganitzar-se, però els seus membres van acabar per incorporar-se al Batalló Bautista Garcet.